# Nanggeleng (Citamiang)
Nanggeleng is een bestuurslaag in de stadsgemeente Kota Sukabumi van de provincie West-Java, Indonesië. Nanggeleng telt 14.599 inwoners (volkstelling 2010).